# Mile Kitić

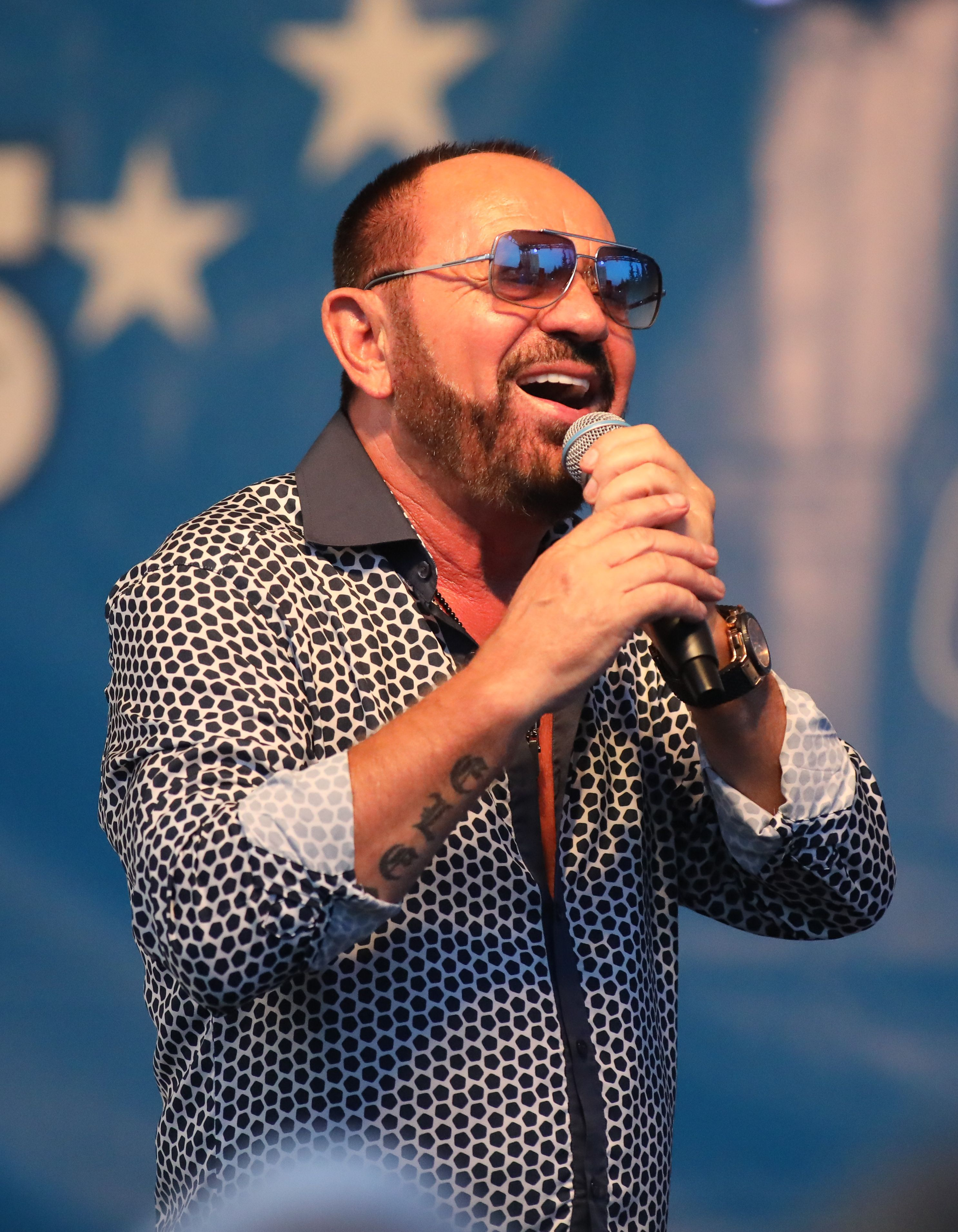
Mile Kitić

Milojko „Mile“ Kitić (* 1. Januar 1952 in Donji Cerani, bei Derventa, SFR Jugoslawien, heute Bosnien und Herzegowina) ist ein bosnisch-serbischer Turbo-Folk-Sänger. Er gilt als einer der erfolgreichsten und bekanntesten Sänger des Balkans.

## Herkunft und Anfänge in der Musikszene
Er wurde als Milojko Kitić in der Nähe von Derventa in Bosnien geboren. Mit 13 Jahren zog er nach Ilijaš, wo er noch heute zwei Häuser besitzt. Während der Jugoslawienkriege flüchtete er von Ilijaš nach Belgrad. Sein Neffe starb im Krieg, was seine Familie und ihn sehr schwer traf. In Belgrad gewöhnte er sich mehr den (in Serbien hauptsächlich gesprochenen) ekavischen Dialekt an, in welchem er auch seit 1992 singt. In Interviews bevorzugt er jedoch den in Bosnien und Herzegowina gesprochenen ijekavischen Dialekt.
Schon seit seiner Schulzeit befasste sich Mile Kitić mit der Musik. So war er im örtlichen Schulorchester seinerzeit Kontrabass-Spieler. Im Jahr 1968, im Alter von 16 Jahren, gewann Mile Kitić das Festival „Prvi glas Vogošca“ mit dem Lied U svijetu sam život ostavio (Ich ließ mein Leben in der Welt zurück).
Als er 1974 seine erste Single O gitaro aufnahm, sang er in den teuersten Lokalen Sarajevos. 1974–1980 spielte er in seiner Band „Princevi“ E-Gitarre. Die Band selbst benannte sich nach einem Auto, dem NSU Prinz, der in den 1970er Jahren auch in Jugoslawien gefertigt wurde.
Einen weiteren Erfolg konnte er im Jahre 1980 beim Musikfestival Ilidža verbuchen, als er mit dem Lied Mala iz Novog Pazara den 1. Platz erreichte. Das im Takt eher langsame Lied beinhaltet Einflüsse aus der Pop- und Folk-Musik. Der Song ist auch auf seinem (im Herbst 1980) erschienenen LP-Album Mala iz Novog Pazara zu finden. Auf der B-Seite befindet sich mit dem Titel Ljubavi nema više (Es gibt keine Liebe mehr) eine vom Akkordeon geprägte schnellere Folk-Nummer.
Bis Ende 1980 brachte er insgesamt 6 LPs mit jeweils zwei Titeln heraus.

## Karriere
Sein erstes Studioalbum veröffentlichte er 1982 mit Moja slatka mala (Meine süße Kleine...). Hier arbeitete er großteils mit den Komponisten aus seinen LP-Zeiten zusammen (beispielsweise Nazif Gljiva oder Mica Radovanovic).
1983 folgte in Zusammenarbeit mit dem Produzenten Dragan Stojkovic "Bosanac" das Album Jorgovani plavi (blauer Flieder). Sowohl Moja slatka mala als auch Jorgovani plavi waren jedoch nur mäßig erfolgreich, Mile Kitic konnte in der Musikszene schwer Fuß fassen und überlegte bereits seine Karriere zu beenden.
1984 begann er auf Anraten seines Freundes und Musikkollegen Sinan Sakic mit der Zusammenarbeit mit der Band Juzni Vetar und dessen Komponisten und Leader Miodrag M. Ilic. Dadurch entstand auch sein erstes kommerziell erfolgreiches Album „Casa ljubavi“ (Ein Glas Liebe).
Den endgültigen Durchbruch schaffte er 1985 mit dem Album sowie der gleichnamigen Hitsingle Ja neću ljepšu (Ich will keine Schönere). In dieser Zeit sang er auch zahlreiche Duette mit seinen Kollegen Sinan Sakić, Kemal Malovčić, Dragana Mirković und Šemsa Suljaković (z. B. Mi se volimo, 1986, Nek puknu dusmani, 1987).
Es folgten zehn weitere Alben mit Juzni Vetar mit weiteren erfolgreichen Hits wie Kockar (1986), Mogao sam biti car (1987), Osvetnik (1989) oder Moj sokole (1994).
Unter seinen Anhängern wird die Ära von 1984 bis 1995 gemeinhin als Kitićs musikalisch stärkste Phase angesehen. Nicht zuletzt, da er in dieser Zeitspanne insgesamt zwölf Alben mit Juzni Vetar aufgenommen hat und die Verkaufszahlen entsprechend hoch waren. Noch heute gelten die Lieder aus dieser Zeit als seine gefragtesten bei diversen Konzerten und erfreuen sich auch bei jüngeren Generationen großer Beliebtheit.
Nach seinem Album Okreni jastuk (Dreh’ das Kissen um, 1995) beendete Kitić die Zusammenarbeit mit Juzni Vetar. Eigenen Aussagen zufolge wollte er modernere Musik machen und seinen Stil dem Zeitgeist anpassen. Daher wechselte er 1996 zur Plattenfirma des serbischen Rundfunks „PGP-RTS“. Dort nahm er das Album Ratnik za ljubav (Ein Krieger für die Liebe) auf, welches seinen Hit "Kraljica trotoara" beinhaltet. Der Großteil der Lieder stammte aus der Feder von Perica Zdravkovic, mit dem Kitić bereits in gemeinsamen Juzni Vetar-Zeiten arbeitete.
1997 folgte das Album Ostaj ovde (Bleib’ hier, 1997).
Beide Alben, sowohl "Ratnik za ljubav" als auch "Ostaj ovde" gelten im Vergleich zur Juzni-Vetar-Ära, als wesentlich pop-lastiger.
1998 wechselte er zur neu gegründeten Plattenfirma Grand Production (ehemals „ZaM“), bei der er durch zahlreiche Marketingkampagnen und Gastauftritte Promotion für sein Album „Do sreće daleko, do boga visoko“ (Bis zum Glück so weit, bis zu Gott so hoch) machte.
Im Jahr 1999 landete er mit dem Titel und gleichnamigen Album „Tri života“ (Drei Leben) wieder einen Hit, ebenso im Frühjahr 2000 mit „Zlato, Srebro, Dukati“ (Gold, Silber, Dukaten) und 2004 mit „Zemljotres“ (Erdbeben).
Nachdem er Anfang 2006 das Album Šampanjac (Champagner) herausbrachte wurde es länger ruhig um ihn. Erst als er im Sommer 2008 die beiden Single-Auskopplungen Cetri Strane Sveta (Vier Seiten der Welt) mit der Band Djogani und Šanker (Barkeeper) herausbrachte, wurde er wieder zum Thema. Schließlich brachte er kurz darauf im Herbst 2008 das Album Šanker heraus. In der Zeit seiner Tourneen hat er Gastauftritte und Konzerte in Diskotheken auf der ganzen Welt.
Ursprünglich für den Herbst 2011 kündigte er in einem Spot das Album Paklene godine (Höllische Jahre) an.
Dem Album gingen zwei Single-Auskopplungen (Ludnica na balkanu, im Juli 2011 und Nosices me ti na dusi, im September 2011) voraus.
Mit Jahresende 2011 wurde schließlich das komplette Album veröffentlicht.
Im Frühjahr 2013 brachte er wieder zwei neue Singles heraus – Limuzina im März 2013 sowie Lenka im April 2013.
Während Limuzina durch schnelle Rhythmen und viele Einschläge aus der Pop- und Technomusik hervorsticht, handelt es sich bei Lenka um einen langsameren Titel im traditionellen Stil, bei welchem das Klavier und das Akkordeon überwiegen. Dadurch reagiert Mile Kitić auf die häufigen Vorwürfe, er würde sich in den letzten Jahren – überwiegend seit seinem Wechsel zu Grand Production – dem Kommerz unterordnen, weshalb die Qualität seiner Musik stark abgenommen hätte und die Texte weniger anspruchsvoll als früher wären.
Kitić selbst verteidigt sich häufig damit, dass er den Geschmack der Mehrheit treffen und seine Musik der Zeit anpassen muss.
Ab Jahresende 2013 veröffentlichte er jeden Titel seines für 2014 geplanten Albums Nokaut („Knockout“) einzeln. Das Album besteht aus 8 neuen Titeln in unterschiedlichen Musikstilen sowie den beiden oben erwähnten Titeln Limuzina und Lenka aus dem Jahr 2013. Das komplette Album wurde im März 2014 veröffentlicht und ist seitdem im Handel erhältlich.
Im Frühjahr 2015 brachte er als erste Single-Auskopplungen für sein neues Album die Lieder „Pijana Budala“ und „Bol“ heraus. Im Laufe des Jahres brachte er sieben weitere Single-Auskopplungen heraus, zuletzt das Lied „Madjionicar“ am Silvesterabend 2015. Das gleichnamige Album wurde Anfang 2016 veröffentlicht.
Seine aktuellste Single brachte er 2023 unter dem Titel "Ostavljen i sam" heraus.

## Persönliches
Mile Kitić hat aus erster Ehe mit seiner Frau eine Tochter. Heute lebt er mit seiner zweiten Gattin Marta Savić (ebenfalls Sängerin) und seiner zweiten Tochter in Belgrad und hat einen Zweitwohnsitz in Hannover. Durch seine erste Tochter ist er bereits zweifacher Großvater.
Mile Kitić sang seine Lieder bis 1991 mit ijekavischem Dialekt, ab 1992 singt er sowohl in ekavischem, als auch ijekavischem Dialekt.
Kitić besitzt neben der bosnisch-herzegowinischen auch die serbische Staatsbürgerschaft.
Mit bisher 33 veröffentlichten Alben seit 1974 gilt er als einer der erfahrensten und bestbezahlten Sänger im ex-jugoslawischen Raum. Seine Musik ist teilweise auch in Rumänien und Bulgarien populär und sein Name auch dort ein Begriff. So trat er beispielsweise im Oktober 2016 in Sofia vor rund 20.000 Zusehern auf.
Zu seinen liebsten Hobbys zählt Mile Kitić neben dem Wintersport auch Tennis und Fußball.

## Diskografie

### Alben
| Titel                           | Deutsche Übersetzung                               | Jahr | Plattenlabel |
| ------------------------------- | -------------------------------------------------- | ---- | ------------ |
| Kazanova                        | Casanova                                           | 2019 |              |
| Mađioničar                      | Der Magier                                         | 2016 |              |
| Nokaut                          | Knockout                                           | 2014 | Grand        |
| Paklene godine                  | Höllische Jahre                                    | 2012 | Grand        |
| Šanker                          | Der Kellner                                        | 2008 | Grand        |
| Šampanjac                       | Champagner                                         | 2005 | Grand        |
| Zemljotres                      | Erdbeben                                           | 2004 | Grand        |
| Policijo, oprosti mi            | „Verzeih mir, Polizei“                             | 2002 | Grand        |
| Plava ciganko                   | Die blonde Zigeunerin                              | 2001 | Grand        |
| Zlato, srebro, dukati           | Gold, Silber, Dukaten                              | 2000 | Grand        |
| Tri života                      | Drei Leben                                         | 1999 | Grand        |
| Do sreće daleko, do Boga visoko | Es ist weit bis zum Glück, es ist hoch bis zu Gott | 1998 | Grand        |
| Ostaj ovde                      | Bleib` hier                                        | 1997 | PGP-RTS      |
| Ratnik za ljubav                | Ein Krieger für die Liebe                          | 1996 | PGP-RTS      |
| Okreni jastuk                   | Dreh’ das Kissen um                                | 1995 | JuVekomerc   |
| Moj sokole                      | Mein Falke                                         | 1994 | JuVekomerc   |
| Vuk samotnjak                   | Ein einsamer Wolf                                  | 1993 | JuVekomerc   |
| Gubitnik                        | Der Verlierer                                      | 1992 | Diskos       |
| Gledaj me u oči                 | Sieh mir in die Augen                              | 1991 | Diskos       |
| Stavi karte na stol             | Leg die Karten auf den Tisch                       | 1990 | Diskos       |
| Osvetnik                        | Der Rächer                                         | 1989 | Diskos       |
| Što da ne?                      | Warum denn nicht?                                  | 1988 | Diskos       |
| Mogao sam biti car              | Ich hätte ein Kaiser sein können                   | 1987 | Diskos       |
| Kockar                          | Der Spieler                                        | 1986 | Diskos       |
| Ja neću ljepšu                  | Ich will keine Schönere                            | 1985 | Diskos       |
| Čaša ljubavi                    | Ein Glas Liebe                                     | 1984 | Diskos       |
| Jorgovani plavi                 | Blaues Flieder                                     | 1983 | Jugoton      |
| 2200 dana                       | 2200 Tage                                          | 1982 | Jugoton      |

### Singles (Auswahl)
| - 1984: Casa Ljubavi - 1985: Ja neću ljepšu - 1986: Hej živote, hej sudbino - 1986: Kockar - 1987: Hej, vi hitri, bijeli dani - 1987: Mogao Sam Biti Car - 1996: Kraljica trotoara - 2000: Zlato, srebro, dukati - 2000: Smejem se, a plače mi se - 2001: Plava Ciganka - 2002: Zašto baš ti - 2004: Svi su tu - 2004: Milioni, Kamioni - 2005: Šampanjac - 2005: Luda Devojko - 2005: Zapaliću Sve - 2007: Nema više cile-mile (mit Djogani) - 2008: Jači nego ikad (mit Južni Vetar, Sinan Sakić, Dragana Mirković, Šemsa Suljaković & Kemal Malovčić) - 2008: Šanker | - 2011: Paklene godine - 2011: Bomba - 2015: Kilo dole kilo gore - 2015: Sto me nisi manje volela - 2015: Mađioničar - 2015: Gradure (mit Milan Stanković) - 2017: Da Me Je Ona Volela (mit Saša Matić & Aca Lukas) - 2017: Krize (mit Goga Sekulić) - 2018: Kuća kraj puta - 2019: Kazanova - 2019: Ne daj Bože - 2019: Dobre Li Si (mit Galena) - 2021: Mama Ti Je Rekla (mit Monika Ivkic) - 2021: Klinac - 2022: Bahata - 2022: Dom (mit Menil Velioski) - 2023: Pare (mit Elena Kitić) - 2023: Nijedna (mit Albino) - 2024: Ti Si Top (mit DJ Damyan) |

| Personendaten    | Personendaten                         |
| ---------------- | ------------------------------------- |
| NAME             | Kitić, Mile                           |
| ALTERNATIVNAMEN  | Kitić, Milojko (wirklicher Name)      |
| KURZBESCHREIBUNG | bosnisch-serbischer Turbo-Folk-Sänger |
| GEBURTSDATUM     | 1. Januar 1952                        |
| GEBURTSORT       | Donji Cerani                          |